# خوکچه کوهی
خوکچه کوهی (نام علمی: Microcavia) نام یک سرده از زیرخانواده خوکچه‌هندیان است.

## گونه‌ها
- خوکچه کوهی جنوبی, M. australis
- خوکچه کوهی آندی, M. niata
- خوکچه کوهی شیپتون, M. shiptoni